# Matewos Isaakian
Matewos Isaakian (ros. Матевос Исаакян, ur. 17 kwietnia 1998 roku w Moskwie) – rosyjski kierowca wyścigowy.

## Życiorys

### Francuska Formuła 4
Isaakian rozpoczął karierę w jednomiejscowych samochodach wyścigowych w wieku 15 lat w 2013 roku we Francuskiej Formule 4. W ciągu dwudziestu wyścigów, w których wystartował, pięciokrotnie stawał na podium. Z dorobkiem 163 punktów zakończył sezon na piątej pozycji w klasyfikacji generalnej serii.

### Formuła Renault
Na sezon 2014 Isaakian podpisał kontrakt z włoską ekipą JD Motorsport na starty w Alpejskiej Formule Renault 2.0. W ciągu dwunastu wyścigów, w których wystartował, siedmiokrotnie stawał na podium, w tym dwukrotnie na jego najwyższym stopniu. Z dorobkiem 180 punktów uplasował się na trzeciej pozycji w końcowej klasyfikacji kierowców. Startował również gościnnie w wybranych wyścigach Europejskiego Pucharu Formuły Renault 2.0, gdzie trzykrotnie plasował się na najlepszej dziesiątce.
W roku 2015 kontynuował współpracę z włoskim zespołem. Jego niekonkurencyjność uniemożliwiła jednak Rosjaninowi walkę o tytuł mistrzowski zarówno w europejskiej, jak i alpejskiej edycji Formuły Renault. W pierwszej z nich zdołał dwukrotnie dojechał na najniższym stopniu podium - wyniki te odnotował na belgijskim torze Spa-Francorchamps (uzyskał najszybsze okrążenie wyścigu) oraz niemieckim Nürburgringu. Dorobek 87 punktów sklasyfikował go na 10. miejscu.
W alpejskim cyklu był najlepszym debiutantem sezonu. Siedmiokrotnie meldował się w czołowej trójce, z czego trzykrotnie na jego najwyższym stopniu (we francuskim Pau był drugi, ale pierwszy wśród klasyfikowanych zawodników, natomiast na austriackim Red Bull Ringu oraz w Belgii jako pierwszy przeciął linię mety). W klasyfikacji generalnej uplasował się na 4. lokacie, ze stratą zaledwie czterech punktów do trzeciej pozycji.

### Seria GP3
W sezonie 2015 Matewos zadebiutował w serii GP3. W fińskim teamie Koiranen GP zastąpił w dwóch eliminacjach reprezentanta Hongkongu, Adderly Fonga. Wystartował w czterech wyścigach na torze Sakhir i Yas Marina. Po punkty sięgnął w sobotniej rywalizacji w Abu Zabi, gdzie dojechał dziewiąty. Dwa punkty sklasyfikowały go na 21. miejscu.
W roku 2016 został etatowym zawodnikiem braci Koiranen.

## Wyniki

### GP3
| Legenda oznaczeń w tabelach wyników Wyświetl szablon na nowej stronie | Legenda oznaczeń w tabelach wyników Wyświetl szablon na nowej stronie                                                                     |
| Oznaczenie                                                            | Wyjaśnienie |
| --------------------------------------------------------------------- | --- |
| Złoty                                                                 | Zwycięzca lub mistrzostwo |
| Srebrny                                                               | 2. miejsce lub wicemistrzostwo |
| Brązowy                                                               | 3. miejsce lub II wicemistrzostwo |
| Zielony                                                               | Ukończył, punktował (w klasyfikacji generalnej, gdy zdobył co najmniej jeden punkt na przestrzeni sezonu, poza trzema powyższymi opcjami) |
| Niebieski                                                             | Ukończył, nie punktował (w klasyfikacji generalnej, gdy nie zdobył co najmniej jednego punktu na przestrzeni sezonu)                      |
| Czerwony                                                              | Nie zakwalifikował się (NZ) |
| Czerwony                                                              | Nie prekwalifikował się (NPK) |
| Różowy                                                                | Nie ukończył (NU) |
| Różowy                                                                | Niesklasyfikowany (NS) (w klasyfikacji generalnej, gdy nie został sklasyfikowany w żadnym wyścigu sezonu)                                 |
| Czarny                                                                | Zdyskwalifikowany (DK) |
| Czarny                                                                | Wykluczony (WYK/EX) |
| Biały                                                                 | Nie wystartował (NW) |
| Biały                                                                 | Kontuzjowany (K/INJ) |
| Biały                                                                 | Wyścig odwołany (OD/C) |
| Bez koloru                                                            | Został wycofany (WYC/WD) |
| Bez koloru                                                            | Nie przybył (NP/DNA) |
| Bez koloru                                                            | Nie brał udziału w treningach (NT/DNP) |
| Bez koloru                                                            | Nie został zgłoszony (–) |
| Pogrubienie                                                           | Start z pole position |
| Kursywa                                                               | Najszybsze okrążenie wyścigu |
| †                                                                     | Nie ukończył, ale jego rezultat został zaliczony ze względu na przejechanie więcej niż 90% dystansu wyścigu.                              |
| *                                                                     | Sezon w trakcie |
| 1/2/3                                                                 | Punktowana pozycja w sprincie kwalifikacyjnym                                                                                             |
| Lista systemów punktacji Formuły 1                                    | |

| Rok  | Zespół      | Wyniki w poszczególnych eliminacjach | Wyniki w poszczególnych eliminacjach | Wyniki w poszczególnych eliminacjach | Wyniki w poszczególnych eliminacjach | Wyniki w poszczególnych eliminacjach | Wyniki w poszczególnych eliminacjach | Wyniki w poszczególnych eliminacjach | Wyniki w poszczególnych eliminacjach | Wyniki w poszczególnych eliminacjach | Wyniki w poszczególnych eliminacjach | Wyniki w poszczególnych eliminacjach | Wyniki w poszczególnych eliminacjach | Wyniki w poszczególnych eliminacjach | Wyniki w poszczególnych eliminacjach | Wyniki w poszczególnych eliminacjach | Wyniki w poszczególnych eliminacjach | Wyniki w poszczególnych eliminacjach | Wyniki w poszczególnych eliminacjach | Punkty | Pozycja |
| ---- | ----------- | ------------------------------------ | ------------------------------------ | ------------------------------------ | ------------------------------------ | ------------------------------------ | ------------------------------------ | ------------------------------------ | ------------------------------------ | ------------------------------------ | ------------------------------------ | ------------------------------------ | ------------------------------------ | ------------------------------------ | ------------------------------------ | ------------------------------------ | ------------------------------------ | ------------------------------------ | ------------------------------------ | ------ | ------- |
| 2015 | Koiranen GP | ESP                                  | ESP                                  | AUT                                  | AUT                                  | GBR                                  | GBR                                  | HUN                                  | HUN                                  | BEL                                  | BEL                                  | ITA                                  | ITA                                  | RUS                                  | RUS                                  | BHR                                  | BHR                                  | ARE                                  | ARE                                  | 2      | 21      |
| 2015 | Koiranen GP | -                                    | -                                    | -                                    | -                                    | -                                    | -                                    | -                                    | -                                    | -                                    | -                                    | -                                    | -                                    | -                                    | -                                    | NU                                   | 14                                   | 9                                    | 12                                   | 2      | 21      |
| 2016 | Koiranen GP | ESP                                  | ESP                                  | AUT                                  | AUT                                  | GBR                                  | GBR                                  | HUN                                  | HUN                                  | GER                                  | GER                                  | BEL                                  | BEL                                  | ITA                                  | ITA                                  | MAL                                  | MAL                                  | ARE                                  | ARE                                  | 17     | 17      |
| 2016 | Koiranen GP | 11                                   | 6                                    | NU                                   | NU                                   | 21                                   | 18                                   | 12                                   | 8                                    | NU                                   | 13                                   | 8                                    | 4                                    | NU                                   | NU                                   | 15                                   | 14                                   | NU                                   | 16                                   | 17     | 17      |

### Podsumowanie
| Sezon | Seria                                 | Zespół        | Wyścigi | Zwycięstwa | PP | NO | Podium | Punkty | Pozycja |
| ----- | ------------------------------------- | ------------- | ------- | ---------- | -- | -- | ------ | ------ | ------- |
| 2013  | Francuska Formuła 4                   | Signatech     | 20      | 0          | 0  | 2  | 5      | 163    | 5       |
| 2014  | Europejski Puchar Formuły Renault 2.0 | JD Motorsport | 6       | 0          | 0  | 0  | 0      | 0      | NS†     |
| 2014  | Alpejska Formuła Renault 2.0          | JD Motorsport | 12      | 2          | 2  | 0  | 7      | 180    | 3       |
| 2015  | Formuła Renault 2.0 Alps              | JD Motorsport | 16      | 2          | 0  | 1  | 7      | 193    | 4       |
| 2015  | Formuła Renault 2.0 Eurocup           | JD Motorsport | 17      | 0          | 0  | 2  | 2      | 87     | 10      |
| 2015  | Seria GP3                             | Koiranen GP   | 4       | 0          | 0  | 0  | 0      | 2      | 21      |
| 2016  | Seria GP3                             | Koiranen GP   | 18      | 0          | 0  | 0  | 0      | 17     | 17      |
| 2016  | Formuła V8 3.5                        | SMP Racing    | 14      | 1          | 1  | 0  | 2      | 70     | 9       |

† - Isaakian nie był zaliczany do klasyfikacji.